# پکساتر
| p · V31 | Aa18 · Z1 | T · r · Z1 |

| p · V31 | Aa18 · Z1 | T · r · Z1 |

پکساتر (انگلیسی: Peksater) یا پکرسلو ملکه همسر نوبه و مصر باستان بود که در دوران حکمرانی دودمان بیست و پنجم مصر زندگی می‌کرد.

## زندگی‌نامه
پکساتر دختر پادشاه کاشتا و ملکه پباتما بود. او با همسرش فرعون پیعنخی در یک نقش برجسته در معبد آمون در کوه بارکال دیده می‌شود. فرعون پیعنخی لباس کاهن اعظم بر تن دارد و نزد کرجی آمون مراسم اجرا می‌کند. لمینگ و مکادم پیشنهاد می‌کنند که او دخترخوانده ملکه پباتما بوده است.
پکساتر در ابیدوس مصر به خاک سپرده شد. بخش‌هایی از یک نعل درگاه، سه چهارچوب در و یک ستون در مقبره‌اش پیدا شد. در اینجا او را دختر پادشاه، همسر پادشاه و همسر پادشاه بزرگ می‌نامند.